# 스퉁트렝주

스퉁트렝 주

스퉁트렝주(크메르어: ស្ទឹងត្រែង)는 캄보디아 북부에 위치한 주로, 주도는 스퉁트렝이며 인구는 160,000명(2019년 기준), 면적은 11,092km2, 인구밀도는 10.1명/km2이다. 북쪽으로는 라오스와 국경을 맞대고 있으며 중부 지역에는 메콩강이 흐른다.
스퉁트렝 주는 원래 크메르 제국의 영토였지만 라오족이 세운 란쌍 왕국이 스퉁트렝 주를 차지했고 후에 라오족이 세운 참빠삭 왕국의 영토가 되었다. 스퉁트렝 주는 프랑스령 인도차이나 시대인 1904년 캄보디아에 할양되었다.